# Quique Yagüe
Enrique Yagüe Nieto, más conocido como Quique Yagüe, nacido en Ávila el 24 de octubre de 1959, Castilla y León (España). Como futbolista llegó a militar en el Sevilla FC (temporada 1985/86) y actualmente es entrenador de fútbol.
En la temporada 2016-17,dirige un equipo de la escuela RCDE Costa Brava .

## Entrenador
Quique Yagüe empezó en el mundo de los banquillos al frente del Palamós CF. Más tarde dirigiría a varios equipos: Vilobí CF, Lorca Deportiva CF, Orihuela CF, Deportivo Alavés y Mazarrón CF. En la temporada 2008-2009 entrenó al Ibiza.
En 2009 volvió al banquillo del Palamós CF.